# 李人厚
李人厚（1935年—），男，浙江宁波人，中国系统工程专家，曾任西安交通大学教授、博士生导师。